# Gerre de' Caprioli
Gerre de' Caprioli es una localidad y comune italiana de la provincia de Cremona, región de Lombardía, con 1275 habitantes.

## Evolución demográfica
| Gráfica de evolución demográfica de Gerre de' Caprioli entre 1861 y 2001 |
|                                                                          |
| Fuente ISTAT - elaboración gráfica de Wikipedia                          |